# Иванов, Александр Игоревич
Иванов Александр Игоревич  (род. 23 января 1968 года; г. Черкесск, Ставропольский край, СССР) — советский, российский общественный и политический деятель. Председатель Народного собрания (Парламента) Карачаево-Черкесской Республики IV, V, VI созывов.

## Биография
С 1986 по 1988 год служил срочную службу в Вооруженных силах СССР, с 1990 года работал в коммерческих компаниях г. Черкесска на различных должностях. В 1995 году стал директором индивидуального частного предприятия «Конкурент ЛТД». В 1997 году — завершил обучение в Карачаево-Черкесском государственном технологическом институте по специальности «инженер-строитель». С 1998 года — директор, а затем — гендиректор черкесского ООО «Молпродукт». В 2002 году получил специальность «юрист», завершив обучение в Краснодарском юридическом институте. В 2009 году стал секретарем городского отделения «Единой России» в Черкесске.
В марте 2009 года был избран депутатом Народного собрания (Парламента) Карачаево-Черкесской Республики IV созыва. 11 февраля 2010 года в связи с тем, что спикер республиканского парламента Зураба Докшокова был назначен в Совет Федерации ФС РФ, состоялись выборы нового главы Народного собрания Республики, на которых победил Александр Иванов. За него проголосовал 61 депутат из 66.
24 сентября 2014 года был избран председателелем Народного собрания (Парламента) Карачаево-Черкесской Республики V созыва. За его кандидатуру, предложенную главой КЧР Рашидом Темрезовым и поддержанную фракцией «Единой России», проголосовали все 46 депутатов.
17 сентября 2019 года был единогласно избран председателелем Народного собрания (Парламента) Карачаево-Черкесской Республики VI созыва.

## Семья
Отец — Игорь Иванов — советский и российский государственный деятель.